# Der letzte Freibeuter
Der letzte Freibeuter (Alternativtitel: Der Letzte der Freibeuter) ist ein US-amerikanischer Piratenfilm von Lew Landers aus dem Jahre 1950. Der Film wurde am 25. Oktober 1950 uraufgeführt. In Deutschland erschien er am 12. April 1952 erstmals in den Kinos.

## Handlung
Während des britisch-amerikanischen Krieges 1812 verhilft der Freibeuter Jean Laffite dem US-General und späteren Präsidenten Andrew Jackson zum Sieg über die Briten. Mit dieser Tat macht er sich bei der Nichte des Reeders George Mareval, Belle Summer, beliebt.
Als der Gouverneur von Louisiana die Rückgabe der Schiffe an Laffite verweigert, entert der Pirat ein Handelsschiff, das Mareval gehört. Er bietet seine Dienste dem Konsul von Venezuela an, der sich mit Spanien im Krieg befindet. Laffite ist sich bewusst, dass er, solange er nur spanische Schiffe plündert, von den amerikanischen Behörden in Ruhe gelassen wird. Dennoch verspricht er Belle, zurückzukehren und sie mitzunehmen. 
Nach einiger Zeit hat sich Laffite auf der Insel Galveston ein kleines Reich errichtet. Er lässt ein Schloss bauen, dass er "Maison Rouge" nennt. Die Schätze, die er bei seinen Kaperfahrten angehäuft hat, befinden sich in einem Tunnel, den er bei Gefahr durch einen Zug an einem Hebel zerstören kann. Entgegen Laffites Befehl greift der Pirat Cragg Brown ein amerikanisches Schiff an. Brown wird gefangen genommen und hingerichtet. Die Bevölkerung von New Orleans verurteilt Laffite. Belle ist von Laffites Unschuld überzeugt und will dieses den Leuten beweisen. Dazu lässt sie sich von Laffite auf seine Insel bringen. Dort untersucht sie die Schätze des Piraten, um zu beweisen, dass keine Beute von amerikanischen Schiffen stammt.
Kurz vor der geplanten Hochzeit mit Laffite findet Belle ein Dokument, aus dem hervorgeht, dass ihr Verlobter die amerikanische Ladung besitzt. Sie weiß nicht, dass Laffite den verantwortlichen Mann gehängt hat und gibt den amerikanischen Behörden den entscheidenden Hinweis auf Laffites Schuld. Die Amerikaner machen sich zum Angriff auf die Insel bereit. Noch kurz vor dem Angriff erfährt Belle die wahren Umstände, kann aber die Amerikaner nicht aufhalten. Als die Soldaten den Tunnel durchsuchen, betätigt Swallow, die Tochter eines Laffite ergebenen Mannes, den Hebel. Der Schatz ist nun unter den Trümmern vergraben. Laffite vergibt Belle und flieht mit ihr in einem Fischerboot von der Insel.

## Kritiken
Das Lexikon des internationalen Films beschreibt den Film als „kurzweiliges Mantel-und-Degen-Abenteuer auf hoher See.“